# Lilje
Lilje (Lilium) er en stor slægt, som er udbredt i Europa, Asien og Nordamerika. Her nævnes de arter, som dyrkes i Danmark.
| Arter |

- Brandlilje (Lilium bulbiferum)
- Kongelilje (Lilium regale)
- Kranslilje (Lilium martagon)
- Madonnalilje (Lilium candidum)
- Pragtlilje (Lilium speciosum)
- Tigerlilje (Lilium lancifolium)

## I populærkulturen
I victoriansk blomstersprog betyder liljer kærlighed, begejstring og hengivenhed for sin elskede, mens orange liljer står for glæde, kærlighed og varme.
Liljer er de mest almindelige blomster til brug ved begravelser, hvor de symboliserer sjælen på den afdøde, der er blevet genfødt som uskyldsren.

### Heraldik
Lilium bulbiferum har længe været et symbol for Orangeordenen i Nordirland.
Lilium mackliniae er statsblomst for Manipur i Indien. Lilium michauxii, carolina-liljen, er den officielle statsblomst for North Carolina. Idyllwild–Pine Cove i California har en Lemon Lily Festival, der fejrer Lilium parryi. Lilium philadelphicum er blomsteremblemet for der provinsen Saskatchewan i Canada og Saskatchewans flag.